# Valdresbanan
Valdresbanan (norska: Valdresbanen) är en nedlagd sidobana till Gjøvikbanan och gick ursprungligen från Eina till Fagernes. Sträckan Eina–Dokka öppnades 1902 under namnet Landsbanan  (norska: Landsbanen), och 1906 öppnades Valdresbanan fram till Fagernes. 

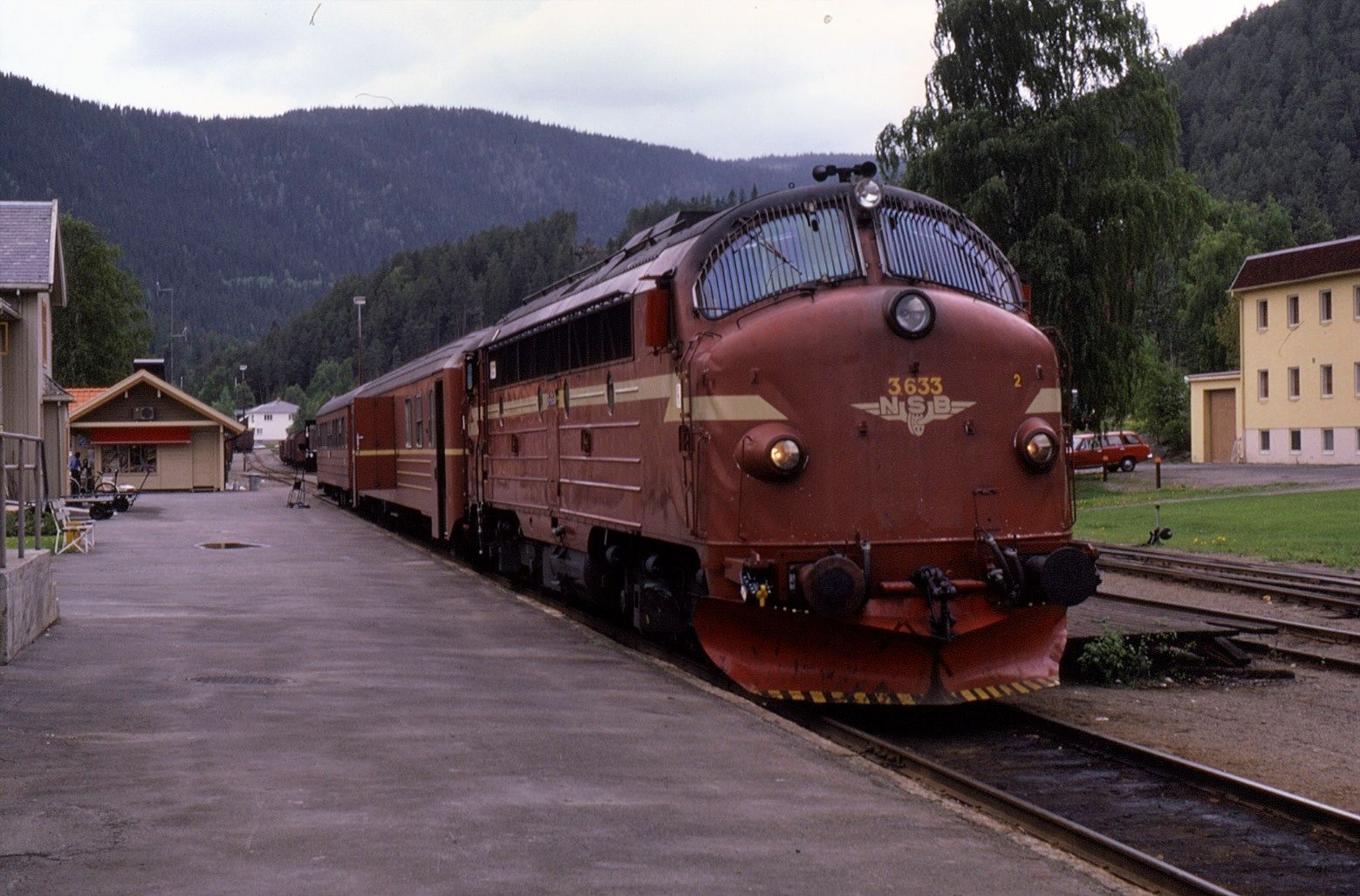
Persontåg på Fagernes station 1968.

Banan drevs som enskild järnväg fram till 1937, då Norges statsbaner övertog driften. År 1988 lades persontrafiken ned, medan godstrafiken på sträckan Eina–Dokka fortsatte till 1999. Sträckorna Fagernes–Leira och Leira–Bjørgo revs 1991 respektive 2003, medan den 47 km långa sträckan Eina-Dokka fortfarande finns kvar.
Efter nedläggningen av trafiken har föreningen Nye Valdresbanen arbetat för bevarande av banan tillsammans med AS Valdresbanen, som sköter dressinuthyrning på sträckningen Dokka-Bjørgo och turisttågtrafik på banan.